# José María Bosch Aymerich
José María Bosch Aymerich (Gerona, 18 de septiembre de 1917 - Barcelona, 16 de febrero de 2015) fue un ingeniero industrial, arquitecto y empresario catalán. Fue conocido por haber sido el dueño de la estación de esquí de Masella, por haber fundado en 1951 el Instituto de Estudios Norteamericanos y por haber propiciado que la SEAT se instalara en Barcelona a raíz de su cargo de director técnico de la Zona Franca de Barcelona.

## Biografía
Nació en Gerona el 18 de septiembre de 1917, hijo de José Bosch Batallé, un abogado dedicado a la industria minera y de una pubilla de Castellón de Ampurias. A los nueve años se desplazó con su familia a Barcelona ingresando en el Colegio San Miguel, cursando el Bachillerato en el Instituto Balmes. Su infancia se vio truncada por la muerte de su padre y su hermano Ramón a manos de los milicianos de la FAI en la Guerra Civil. Se graduó en Ingeniería Industrial con premio nacional fin de carrera en Barcelona. Fue el número uno en las respectivas promociones de las tres Escuelas de Ingeniería Industrial de España (Barcelona, Madrid y Bilbao) y obtuvo, además, el Víctor de Plata Premio Nacional de Fin de Carrera del año 1944.
En 1944 recala en el Instituto Nacional de Industria (INI). El ministro Juan Antonio Suanzes le ofreció viajar como delegado del Instituto al exterior y elige Estados Unidos. Allí aprovechó para realizar un máster (en un año en vez de dos) en el Instituto Tecnológico de Massachusetts, siendo el primer español en titularse allí y donde asistió a las clases magistrales que impartían arquitectos de la talla de Alvar Aalto, Le Corbusier o Walter Gropius. Mientras hacía las prácticas de alférez de complemento en las Milicias Universitarias, trabajó en la fábrica de hélices Elizalde en Barcelona y después en las atarazanas de la Empresa Nacional Bazán en Ferrol, ambas del INI.
A su regreso de los Estados Unidos, en mayo de 1947, y ya desvinculado del INI, realizó en un año los tres cursos que le faltaban para graduarse como arquitecto, obteniendo, seguidamente, el doctorado en Ingeniería y en Arquitectura. En 1947 ganó por concurso el puesto de director técnico industrial de la Zona Franca de Barcelona, incidió en la decisión de ubicar en Barcelona la primera fábrica de la SEAT, pese a la oposición del entonces director general de la empresa, el ingeniero José Ortiz Echagüe, que era partidario de llevar la fábrica a Bilbao.
Conjuntamente con el doctor José María Poal, fundó en 1951 el Instituto de Estudios Norteamericanos, y fue premiado en 1992 con la Creu de Sant Jordi.
En 1953, España firmó un acuerdo con Estados Unidos que ponía fin al aislamiento internacional del régimen franquista y que permitía el establecimiento de bases aéreas en la Península. Él se encargó de su diseño y su estudio de arquitecto e ingeniero pasó a contar con trescientos colaboradores. A raíz de sus contactos en Estados Unidos invirtió en la Planning Research Corporation, encargada de la construcción de ciudades petrolíferas en Oriente Próximo. En 1956, proyectó un rascacielos de 40 plantas para un solar triangular en la plaza de Cataluña con las calles Pelai y Bergara, y pese a que obtuvo Gran Premio de Arquitectura de la III Bienal Hispanoamericana de Arte y el primer premio del Salón Internacional de Arquitectura de París, debido a la polémica que generó y a la oposición del Ayuntamiento de Barcelona nunca llegó a materializarse. También presentó un proyecto para el túnel de Vallvidrera, que si bien el suyo en concreto no ganó, ayudó a que más adelante se llevara a cabo.
Durante la década de 1970, levantó una urbanización a las afueras de Madrid en La Moraleja (Alcobendas) que replicaba lo aprendido de William Levitt, inspirador del primer urbanismo suburbano de Estados Unidos, y con quien se asoció para crear una subsidiaria de Levitt & Sons, el Grupo Levitt-Bosch Aymerich. En 1967 creó la estación de esquí de Masella, que, junto con diversos hoteles y propiedades inmobiliarias, controlaba a través de la rama turística del Grupo Levitt-Bosch Aymerich. Esta empresa ha construido más de 5000 viviendas y a fecha de 2013 presentaba una actividad inmobiliaria importante en Mánchester y en Londres. Bosch fue consejero de la aseguradora Catalana Occidente y de Banco de Madrid y llegó a dirigir un total de 34 empresas tanto en España como en el extranjero.
En 1996, creó una fundación que lleva su nombre para promover actividades culturales y sociales, y especialmente las vinculadas con la arquitectura y el urbanismo. Fue presidente del senado del Círculo Ecuestre de Barcelona de 2004 a 2011 y desde 2011 presidente honorífico vitalicio. En 2011 su fundación promocionó el libro La otra memoria histórica sobre los muertos del bando franquista y en 2013 fundó la asociación política «Asociación Ibérica para la Democracia y el Buen Gobierno», que promueve integrar Portugal en España y dividir la nueva Iberia en cinco regiones a modo de una federación ibérica con tres capitales: Madrid, Lisboa y Barcelona.
En 2013, su nombre apareció en la lista Falciani asociado a la evasión fiscal de impuestos, si bien sostuvo que ya había regularizado su situación voluntariamente con Hacienda en 2010. El Gobierno de Cataluña le concedió la Creu de Sant Jordi en 2013 por «su contribución a la economía, singularmente en los sectores turístico e inmobiliario». Pese a la polémica, no se halló ningún hecho delictivo y el ejecutivo decidió mantenérsela.
Falleció en su domicilio de la calle Paseo de Gracia en Barcelona el 16 de febrero de 2015 a los 97 años sin descendencia, por lo que su legado pasará a la fundación. El grupo Bosch Aymerich pasó a ser dirigido por Andrés Escarpenter, sobrino de su esposa Rosa Escarpenter Fargas (fallecida en 2011) hasta enero de 2016. Desde febrero de 2016, el grupo de empresas Bosch Aymerich se dirige a través de un Consejo de Administración cuyo presidente es actualmente el Sr. Ángel Sáez.

## Obras
- Edificio La Caixa (Madrid)
- Sede de Hoechst Ibérica (Barcelona)
- Vila Olímpica destinada a jueces y periodistas (Montigalà, Badalona)
- Sede del Instituto de Estudios Norteamericanos (Barcelona)
- Hotel Cap Sa Sal (Bagur)[21]
- Hotel Reymar (Tosa de Mar)
- Clínica Puerta de Hierro (Madrid)[22]
- Antigua sede del Banco de Madrid (actuales dependencias de la Secretaría de Economía y Hacienda de la Comunidad de Madrid) en la Carrera de San Jerónimo, n.º 13 (Madrid)[23]
- Teatro Marquina (Madrid)